# Figeholms kyrka
Figeholms kyrka är en kyrkobyggnad i Misterhults församling i Linköpings stift. Kyrkan ligger i ett bostadsområde i västra delen av Figeholms samhälle.

## Kyrkobyggnaden
Kyrkan är orienterad i nord-sydlig riktning och vilar på en sockel av kvaderhuggen granit. Fasaderna är rödmålade med vita omfattningar. Taket är belagt med svartmålad plåt. Två fönster i södra väggen samt ytterligare fyra fönster i västra väggen har glasmålningar utförda av Britta Reich-Eriksson, Stockholm.
Bara några meter norr om kyrkan står en klockstapel av trä klädd med spån.

## Historik
Figeholms kyrka uppfördes 1919 i granit från Misterhult och var från början ett baptistkapell. Efter en schism inom baptistförsamlingen övertogs kyrkobyggnaden 1941 av Svenska kyrkan. 1963 byggdes församlingslokaler till.
Åren 1984 - 1985 blev kyrkan om- och tillbyggd under ledning av arkitekt Rolf Bergh, Stockholm.

## Inventarier
- Ambo och dopfunt i klarlackerat trä tillkom 1985.

### Orgel
- Orgeln med sju stämmor är byggd 1986 av Ålems Orgelverkstad. Orgeln är mekanisk.

| Manual           | Pedal      | Koppel |
| Gedackt 8’       | Subbas 16' | Man/P  |
| Fugara 8’        |            |        |
| Principal 4’     |            |        |
| Flöjt 4’         |            |        |
| Oktava 2’        |            |        |
| Nasat 1 1/3’ B/D |            |        |

## Bildgalleri

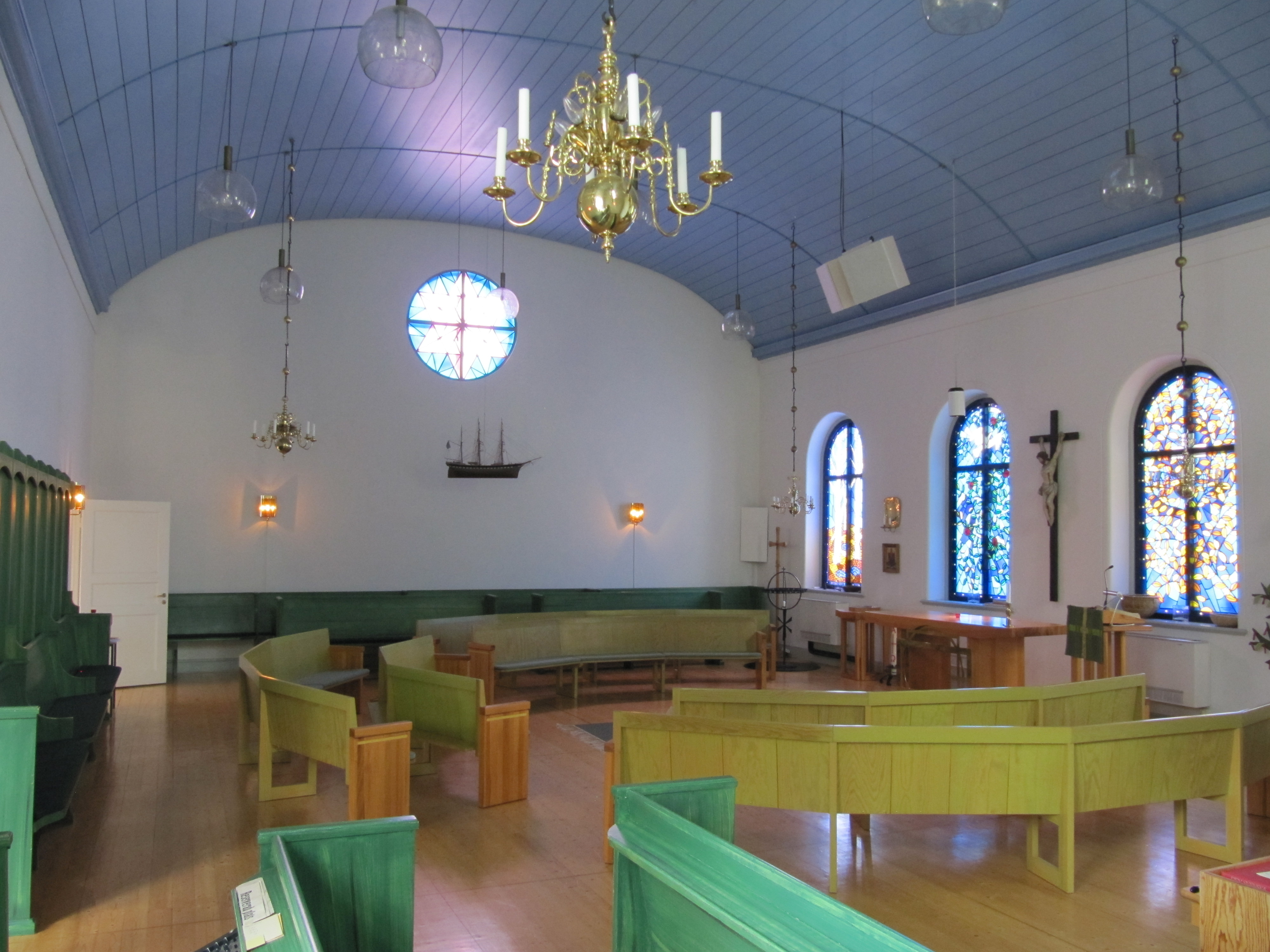
Kyrkorum mot söder
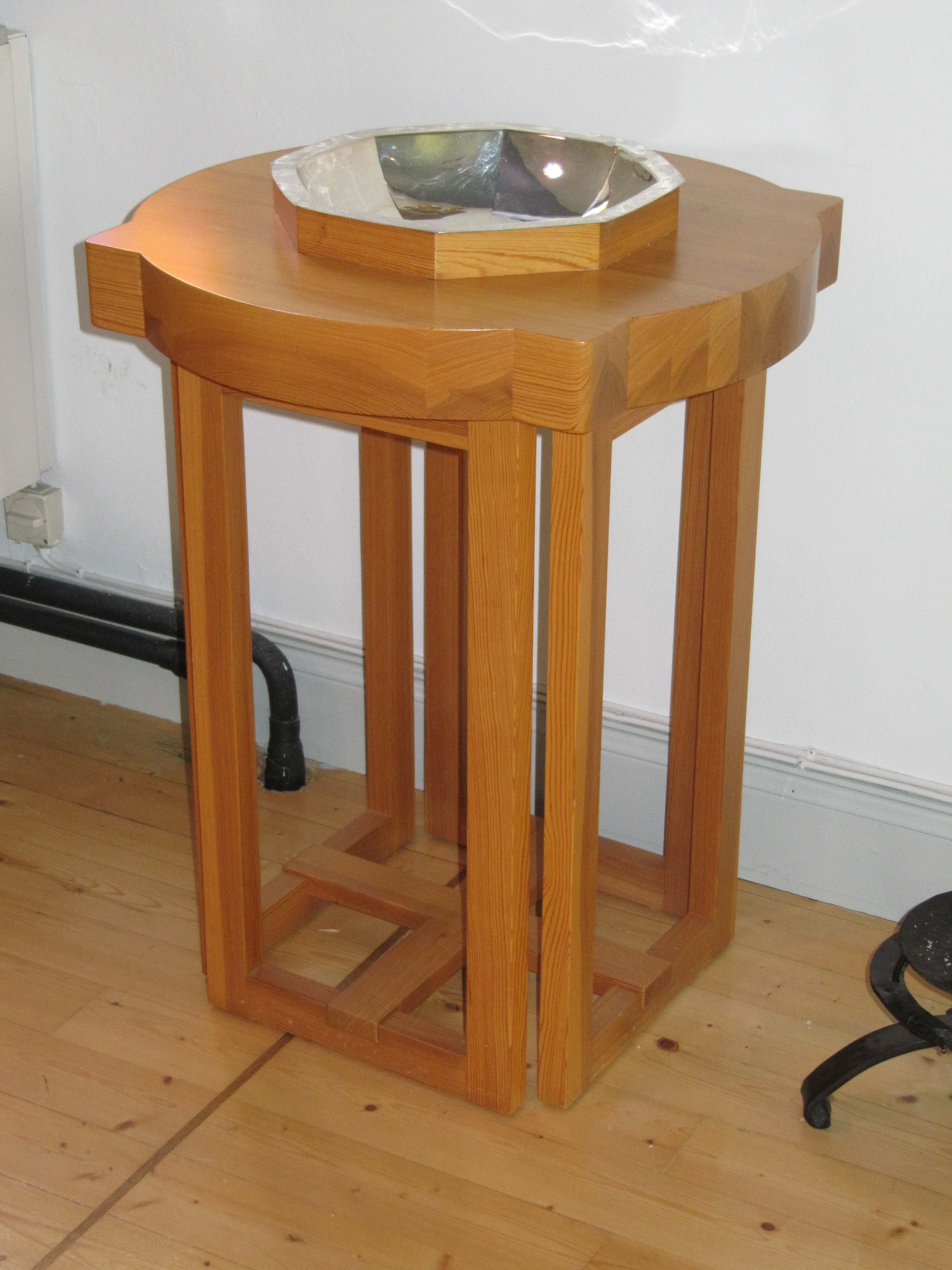
Dopfunt
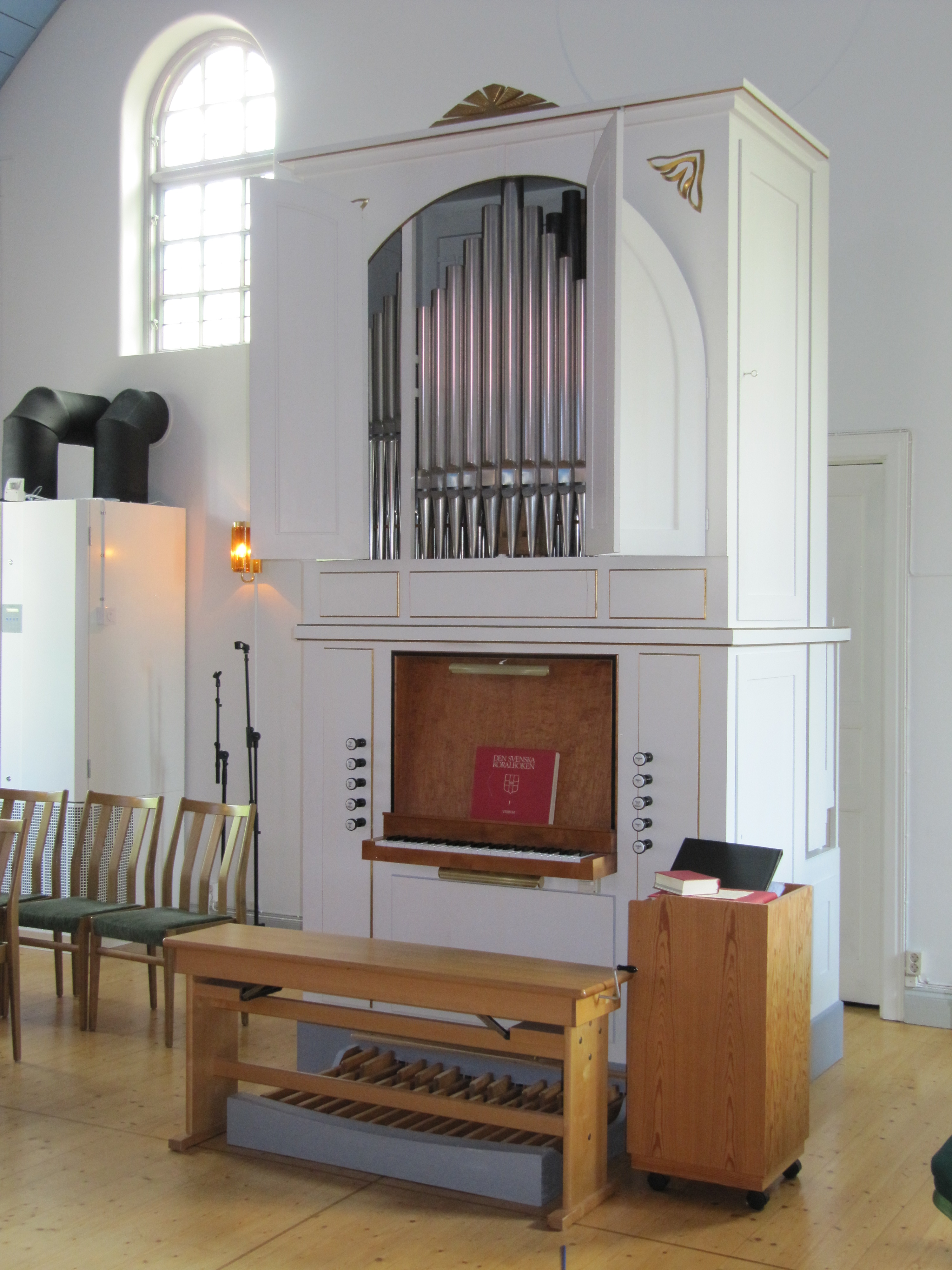
Orgel
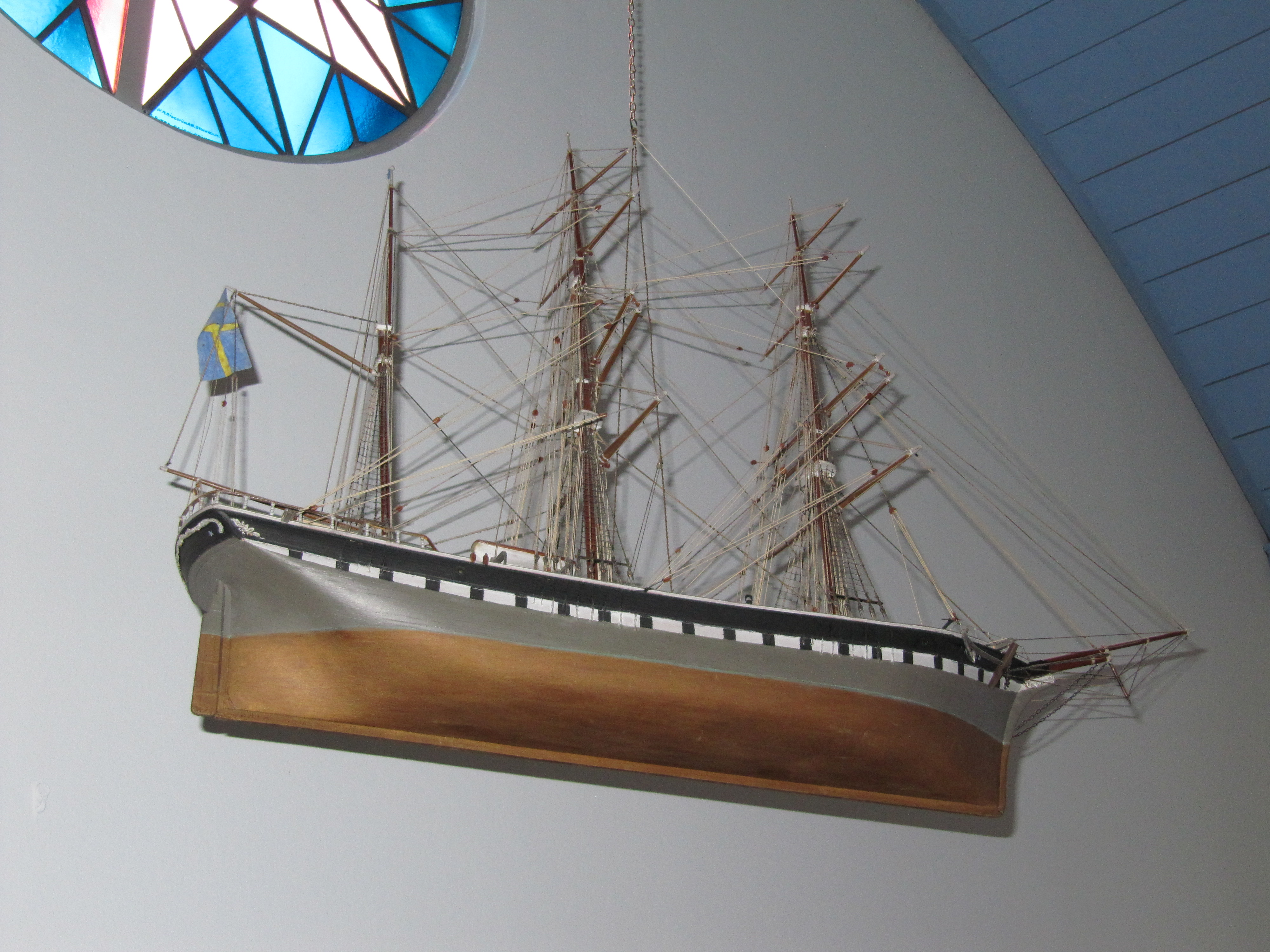
Votivskepp
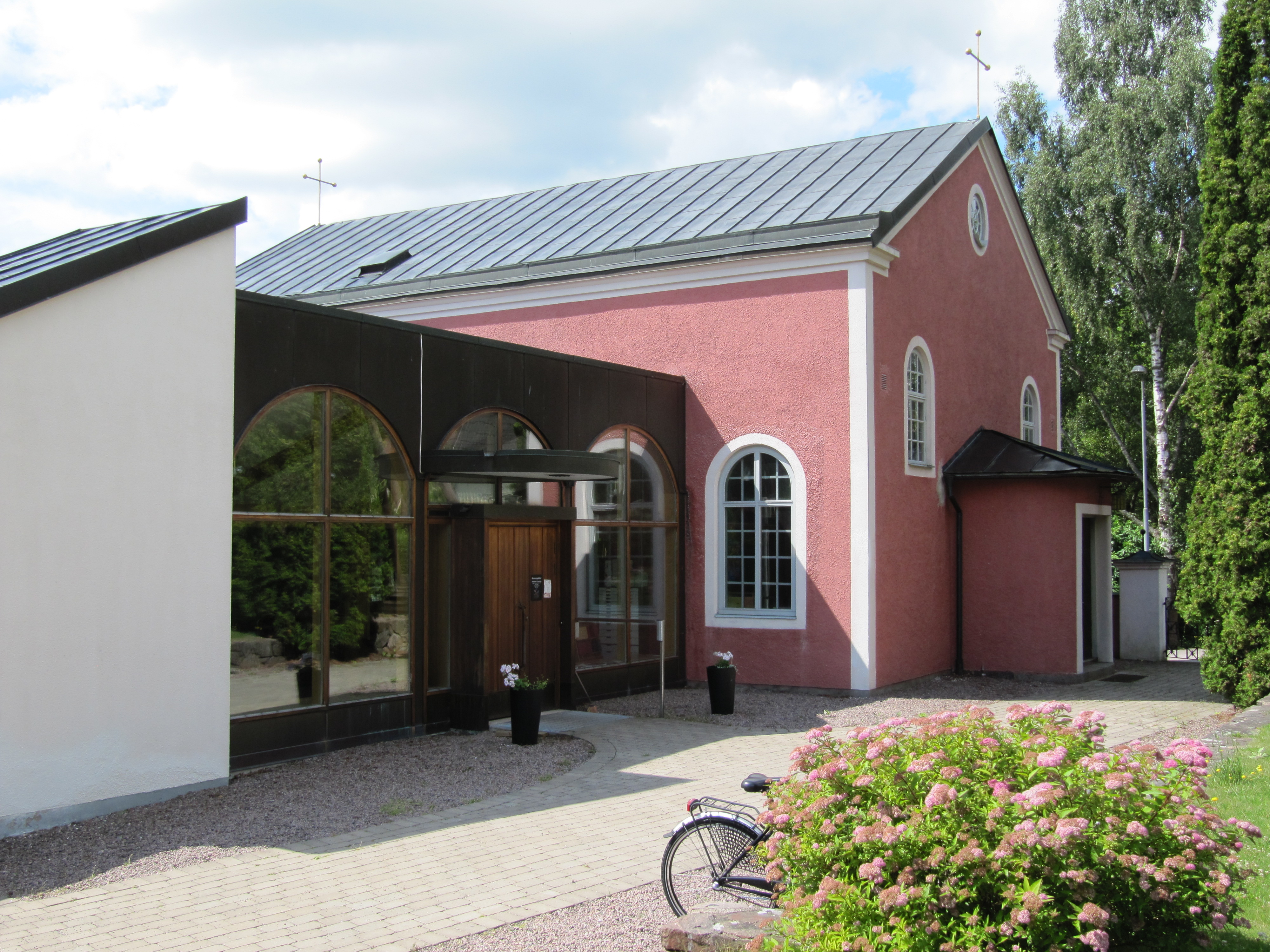
Ingång till kyrka och församlingsexpedition
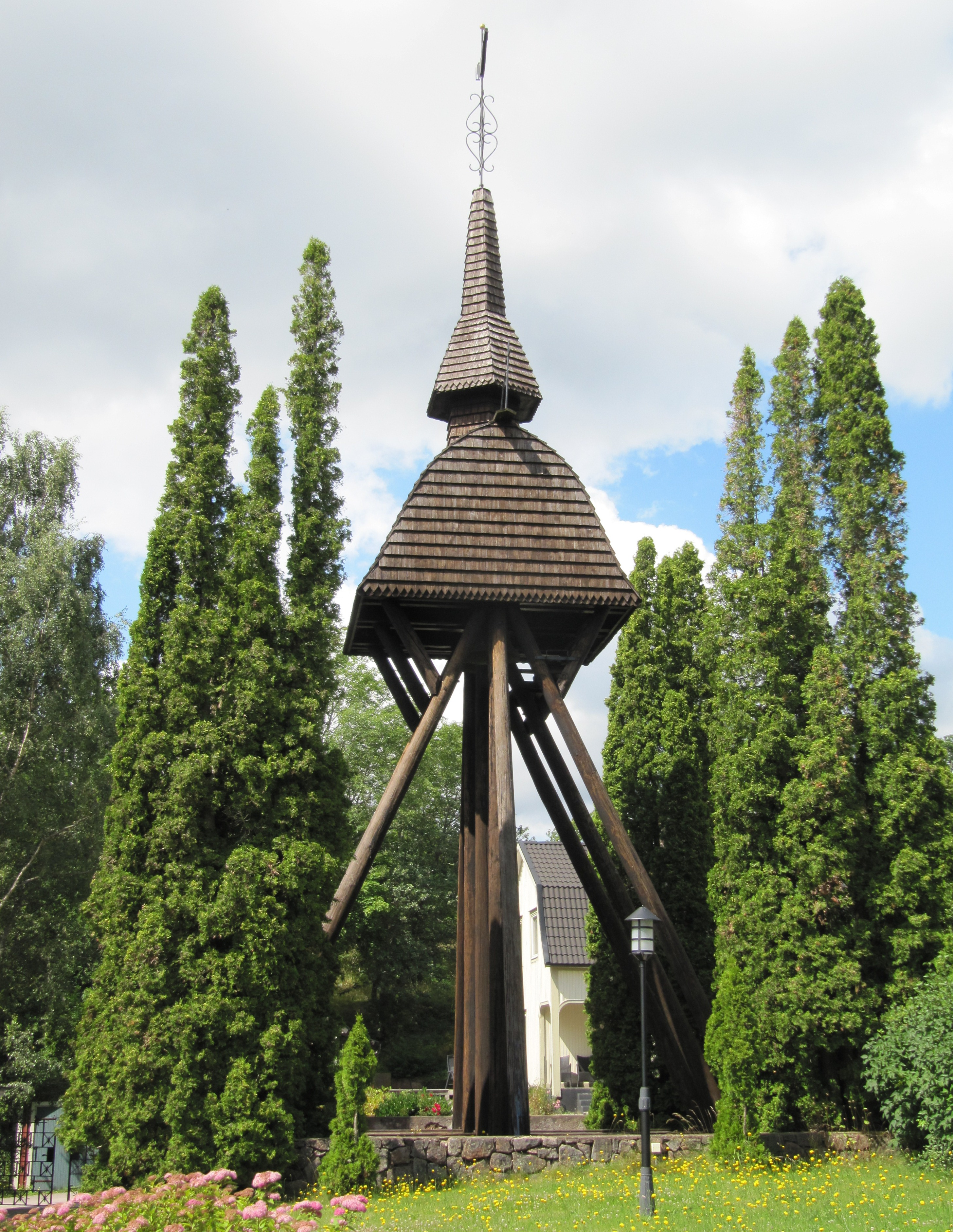
Klockstapel

### Webbkällor
- anläggningspresentation
- Misterhults församling
- Wikimedia Commons har media som rör Figeholms kyrka.